# Khedafi Djelkhir
Khedafi Djelkhir est un boxeur français d'origine algérienne né le 26 octobre 1983 à Besançon. 
Il remporte la médaille d'argent aux Jeux olympiques de Pékin en 2008 dans la catégorie poids plumes et entame l'année suivante une carrière professionnelle auprès du promoteur et ancien champion Mahyar Monshipour, carrière qu'il poursuit à présent aux côtés de Jean-Marc Mormeck.il devient champion du monde APB POID PLUME.

## Carrière
Djelkhir a notamment atteint les seizièmes de finale lors des Jeux olympiques d'Athènes en 2004 et vice-champion d'Europe amateur la même année. Nasri Ouahib, son entraîneur, le suit depuis ses débuts dans la boxe. Il décroche la médaille d'argent au tournoi olympique des Jeux de Pékin en août 2008 puis entame une carrière professionnelle en 2009.
Le 2 décembre 2010, Khedafi devient champion de France des poids plumes après sa victoire aux points contre Anthony Arimany à la halle Georges-Carpentier.

## Palmarès amateur

### Jeux olympiques
- Médaille d’argent poids plumes aux Jeux olympiques de 2008 à Pékin (Chine)

### Championnats d'Europe
- Médaille d'argent poids plumes aux championnats d'Europe de boxe amateur 2004 à Pula (Croatie)

### Championnat de France
- Champion de France poids plumes de 2004 à 2008
- Vice-Champion de France poids plumes 2003